# Hon-Hergies
Pour les articles homonymes, voir Hon.
Hon-Hergies est une commune française située dans le département du Nord (59), en région Hauts-de-France.

## Géographie

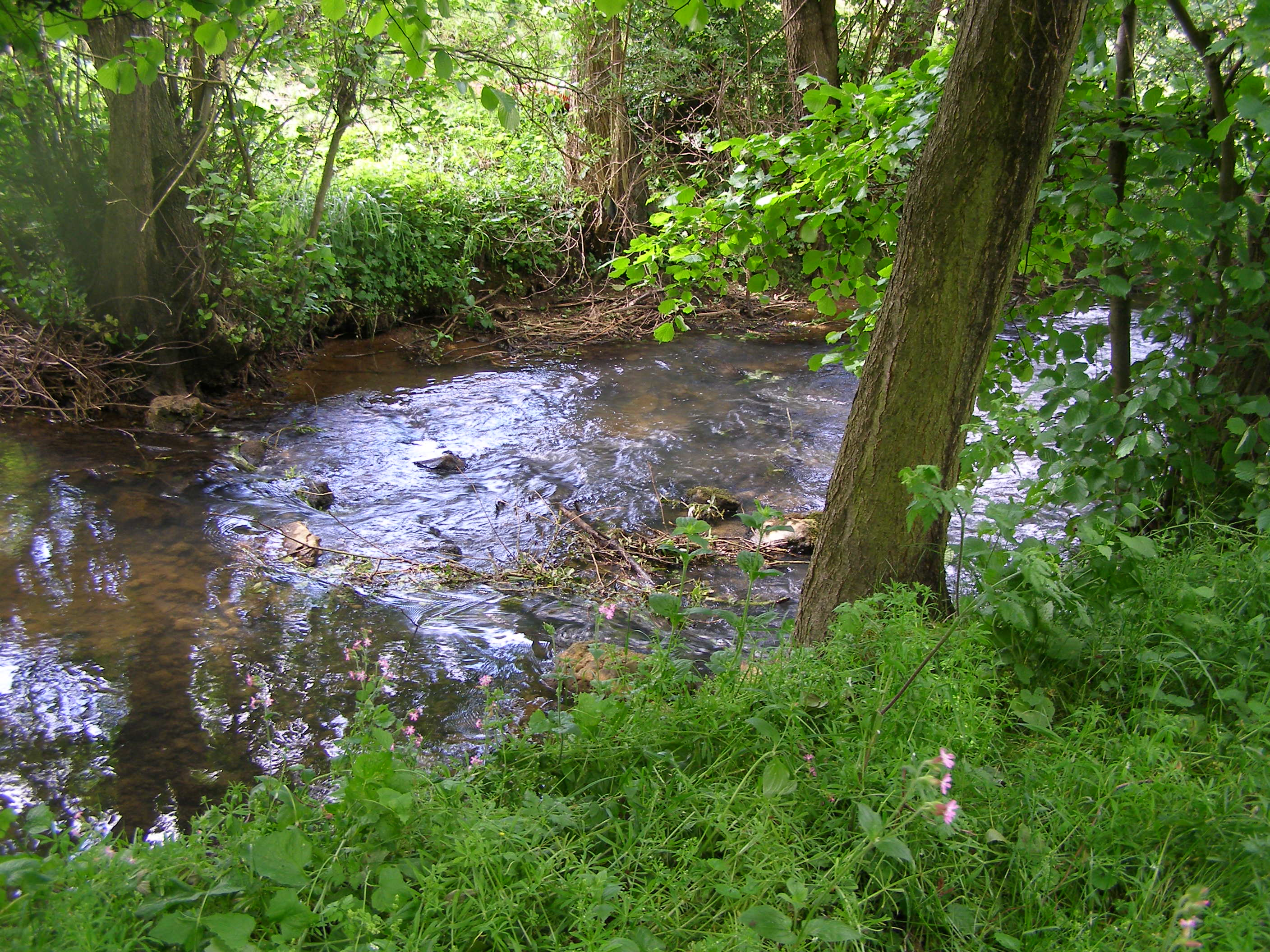
L'Hogneau.

Commune frontalière traversée par l'Hogneau.

### Communes limitrophes
| Erquennes (Honnelles) Belgique | 7370 Blaugies (Dour) (Belgique) |                    |
| Houdain-lez-Bavay              | Hon-Hergies                     |                    |
|                                |                                 | Taisnières-sur-Hon |

### Hydrographie

#### Réseau hydrographique
La commune est située dans le bassin Artois-Picardie. Elle est drainée par l'Hogneau, la petite honnelle, la Folie, le ruisseau de Courbagne, le ruisseau de Goez, le ruisseau des Marnières et un autre petit cours d'eau,.
L'Hogneau, d'une longueur de 38 km, prend sa source dans la commune de La Longueville et se jette  dans le canal de Mons à Thivencelle, après avoir traversé neuf communes en France et une partie en Belgique. 

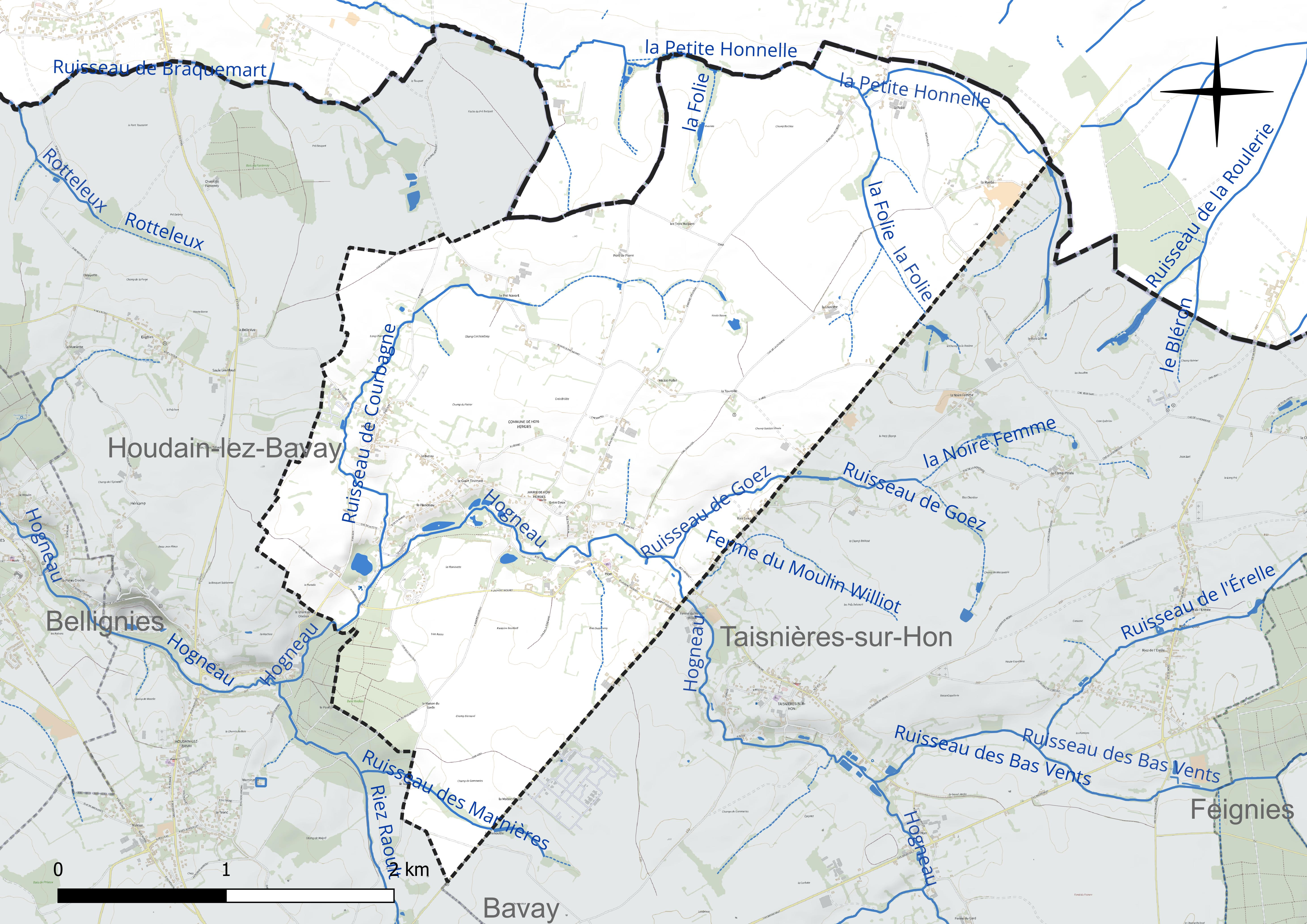
Réseau hydrographique de Hon-Hergies.

#### Gestion et qualité des eaux
Le territoire communal est couvert par le schéma d'aménagement et de gestion des eaux (SAGE) « Escaut ». Ce document de planification concerne un territoire de 2 005 km2 de superficie, délimité par le bassin versant de l'Escaut. Le périmètre a été arrêté le 9 juin 2006 et le SAGE proprement dit a été approuvé le 13 juillet 2021. La structure porteuse de l'élaboration et de la mise en œuvre est le syndicat mixte Escaut et Affluents (SyMEA). 
La qualité des cours d'eau peut être consultée sur un site dédié géré par les agences de l'eau et l'Agence française pour la biodiversité. 

### Climat
Pour des articles plus généraux, voir Climat des Hauts-de-France et Climat du Nord.
En 2010, le climat de la commune est de type climat des marges montargnardes, selon une étude du CNRS s'appuyant sur une série de données couvrant la période 1971-2000. En 2020, Météo-France publie une typologie des climats de la France métropolitaine dans laquelle la commune est exposée à un climat océanique altéré et est dans la région climatique  Nord-est du bassin Parisien, caractérisée par un ensoleillement médiocre, une pluviométrie moyenne régulièrement répartie au cours de l'année et un hiver froid (3 °C). 
Pour la période 1971-2000, la température annuelle moyenne est de 9,9 °C, avec une amplitude thermique annuelle de 15,1 °C. Le cumul annuel moyen de précipitations est de 841 mm, avec 12,9 jours de précipitations en janvier et 9,8 jours en juillet. Pour la période 1991-2020, la température moyenne annuelle observée sur la station météorologique la plus proche, située sur la commune de Valenciennes à 21 km à vol d'oiseau, est de 11,0 °C et le cumul annuel moyen de précipitations est de 694,1 mm,. Pour l'avenir, les paramètres climatiques de la commune estimés pour 2050 selon différents scénarios d'émission de gaz à effet de serre sont consultables sur un site dédié publié par Météo-France en novembre 2022.

## Urbanisme

### Typologie
Au 1er janvier 2024, Hon-Hergies est catégorisée commune rurale à habitat dispersé, selon la nouvelle grille communale de densité à sept niveaux définie par l'Insee en 2022.
Elle est située hors unité urbaine. Par ailleurs la commune fait partie de l'aire d'attraction de Maubeuge (partie française), dont elle est une commune de la couronne,. Cette aire, qui regroupe 65 communes, est catégorisée dans les aires de 50 000 à moins de 200 000 habitants,.

### Occupation des sols
L'occupation des sols de la commune, telle qu'elle ressort de la base de données européenne d'occupation biophysique des sols Corine Land Cover (CLC), est marquée par l'importance des territoires agricoles (94,5 % en 2018), une proportion identique à celle de 1990 (94,5 %). La répartition détaillée en 2018 est la suivante :
terres arables (39,4 %), prairies (29,2 %), zones agricoles hétérogènes (25,9 %), forêts (2,9 %), zones urbanisées (2,6 %). L'évolution de l'occupation des sols de la commune et de ses infrastructures peut être observée sur les différentes représentations cartographiques du territoire : la carte de Cassini (XVIIIe siècle), la carte d'état-major (1820-1866) et les cartes ou photos aériennes de l'IGN pour la période actuelle (1950 à aujourd'hui).

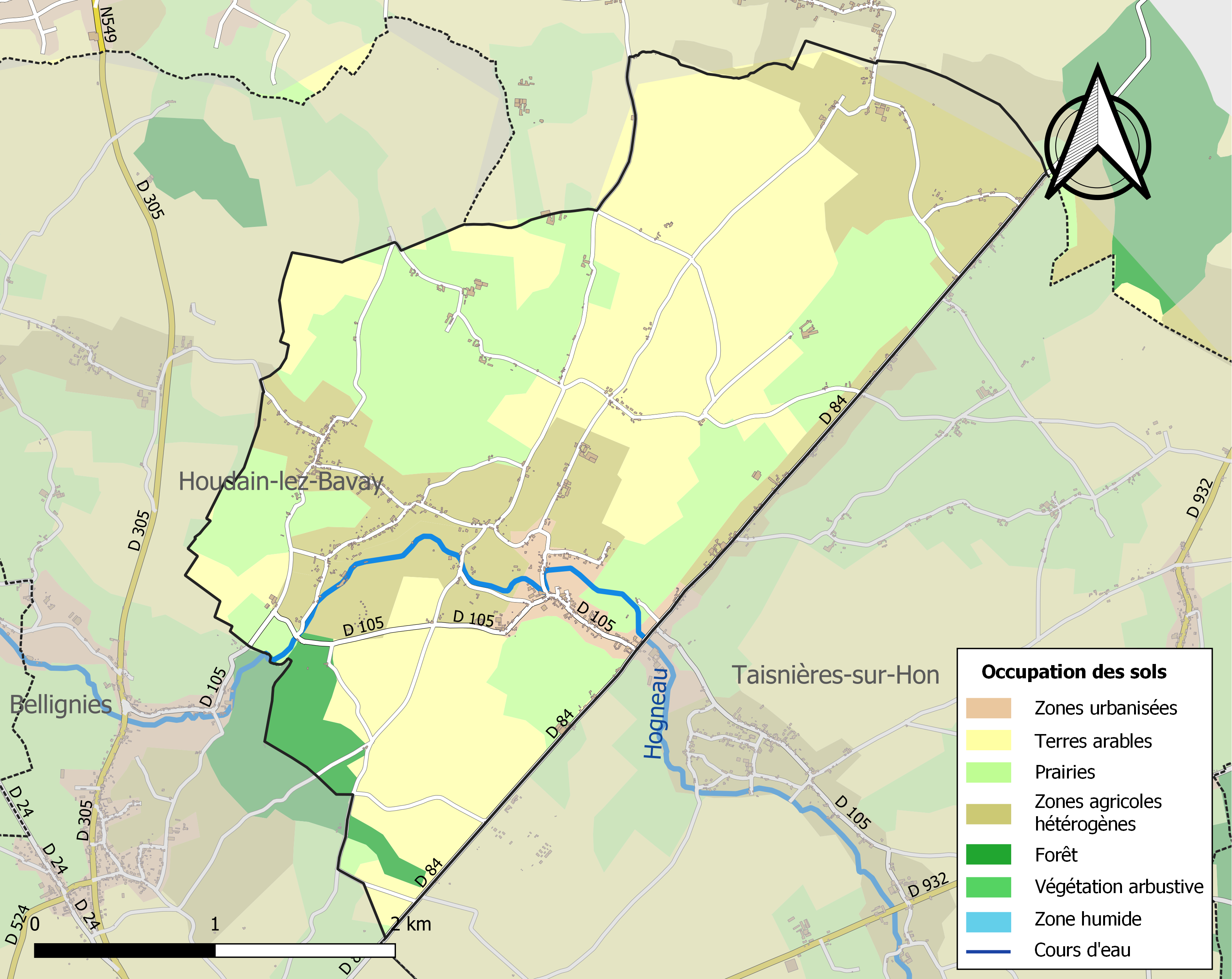
Carte des infrastructures et de l'occupation des sols de la commune en 2018 (CLC).

## Histoire
- IXe siècle : Le village de Hon existait au 9e siècle et devint célèbre alors par les amours adultères de Lothaire II, roi de Lorraine, neveu de Charles-le-Chauve. Ce prince, n'ayant point d'enfants de Theutberge, sa femme, qu'il avait épousée sans affection, donna un libre essor à la passion qu'il conservait pour Waldrade, jeune personne élevée avec lui auprès de sa mère, l'impératrice Ermengarde, dont elle était parente. Lothaire avait eu avec Waldrade, dans sa jeunesse, des relations intimes qui avaient été suivies de la naissance d'un fils nommé Hugues. Voulant parvenir à rompre son mariage, Lothaire fit convoquer à Aix-la-Chapelle un concile composé des archevêques de Cologne et de Trêves, et des évêques de Metz, de Toul et de Liège, devant lequel la reine Theutberge fut traduite comme accusée d'un commerce incestueux avec son frère. L'assemblée, trop soumise aux volontés du prince, condamna la reine et permit au roi de contracter d'autres nœuds. Lothaire épousa aussitôt Waldrade; mais Hucbert, abbé, frère de la reine, adressa de suite de vives plaintes au pape Nicolas Ier, qui écrivit à l'empereur Charles-le-Chauve, lequel obligea Lothaire à reprendre Theutberge. Waldrade se rendit en Italie pour accomplir la pénitence que le pape lui avait imposée ; mais Lothaire la rappela immédiatement et la plaça dans un château à Hon. Il la visita souvent dans cette retraite et en eut deux fils qui, étant décédés, furent inhumés dans l'église de ce village. L'irrégularité de la vie de Lothaire parvint à la connaissance du pape, qui fit des remontrances à ce prince et le menaça d'excommunication. Alors celui-ci, comptant toujours sur la complaisance des archevêques de Cologne et de Trêves, sollicita la convocation d'un deuxième concile, ce qu'il obtint. Le pape y envoya deux légats, que l'on parvint à corrompre, et l'assemblée cassa de nouveau le mariage de Theutberge. Les deux archevêques se rendirent à Rome pour faire confirmer la décision du concile; mais le pape, en ayant reconnu l'iniquité, déposa et excommunia les deux prélats, et fit ensuite subir le même sort aux deux légats. Lothaire fut de nouveau obligé de reprendre Theutberge, qu'il traita de la manière la plus dure. Il continua néanmoins de voir Waldrade, et cette liaison ne fut rompue que par sa mort, qui eut lieu à Plaisance quelques années après.On croit qu'après la mort de Lothaire, Waldrade continua de résider dans le château de Hon. Il ne reste aujourd'hui aucune trace de cet ancien édifice. Lothaire, à la sollicitation de Waldrade, donna, vers 862, le village de Hon au monastère de Lobbes, dont leur fils Hugues était abbé. En 1186, paroisse du décanat de Bavai. Cure à la collation de l'abbaye de Lobbes. Le monastère de Sainte-Aldegonde, de Maubeuge, avait des droits féodaux et des possessions à Hergies.
- XIIIe siècle : Hon-Hergies fait partie du ressort territorial de la prévôté de Bavay qui a subsisté du XIIIe siècle à 1789, date à laquelle les prévotés ont été supprimées. Le territoire de Hon-Hergies y est d'abord référencé avec les entités de Hon et Hergies, séparées.
- 1678 : en vertu du traité de Nimègue de 1678, le territoire actuel de Hon-Hergies est annexé au royaume de France. A cette date, Hon et Hergies constituent déjà une seule et même entité au sein de la prévoté de Bavay, repris sous le nom de Hon-Hergies.
- 1790 : dans le cadre de la création des municipalités en 1790 (qui deviendront des communes en 1793), les bourgs de Hon et d'Hergies forment une municipalité, reprise sous le nom de Hon-Hergies[20],[21]. En 1790, Hon-Hergies fait partie du canton de Bavay qui, lui-même, fait partie du district du Quesnoy lequel, en 1795, est intégré à celui d'Avesnes-sur-Helpe.

## Héraldique
|  | Les armes de Hon-Hergies se blasonnent ainsi : De gueules à deux clefs d'or adossées en sautoir, les pannetons en haut. Ces armes sont également celles des communes de Taisnières-sur-Hon et de Moustier-en-Fagne. Ces trois communes étaient possessions de l'abbaye de Lobbes de laquelle elles héritèrent les armes. |

## Politique et administration
Maire de 1802 à 1807 : P. Fr. Mabille,.

Maire en 1939 : Douchez.
| Identité                                                        | Période   | Période    | Durée  | Étiquette |
| Identité                                                        | Début     | Fin        | Durée  | Étiquette |
| --------------------------------------------------------------- | --------- | ---------- | ------ | --------- |
| Henri Joseph François (d) (22 décembre 1815 - 4 novembre 1893)  | 1871      | 1876       | 5 ans  |           |
| Achille Désiré Hongne (d) (13 avril 1846 - 17 février 1908)     | 1876      | 1882       | 6 ans  |           |
| Léopold Boez (d) (4 février 1832 - 19 juillet 1898)             | 1882      | 1884       | 2 ans  |           |
| Polycarpe Augustin Joseph Joly (d) (7 août 1839 - 28 juin 1915) | 1884      | 1896       | 12 ans |           |
| Léopold Auquier (d) (né le 10 février 1864)                     | 1896      | 1919       | 23 ans |           |
| Edgard Pature (d) (né le 15 janvier 1878)                       | 1919      | XXe siècle |        |           |
| Muriel Rzeszutek (d)                                            | mars 2001 | mars 2014  | 13 ans |           |
| Luc Bertaux (d) (né le 3 juillet 1972)                          | mars 2014 | En cours   | 11 ans |           |

## Population et société

### Démographie

#### Évolution démographique
L'évolution du nombre d'habitants est connue à travers les recensements de la population effectués dans la commune depuis 1793. Pour les communes de moins de 10 000 habitants, une enquête de recensement portant sur toute la population est réalisée tous les cinq ans, les populations de référence des années intermédiaires étant quant à elles estimées par interpolation ou extrapolation. Pour la commune, le premier recensement exhaustif entrant dans le cadre du nouveau dispositif a été réalisé en 2004.

En 2022, la commune comptait 879 habitants, en évolution de +3,05 % par rapport à 2016 (Nord : +0,51 %, France hors Mayotte : +2,11 %).
| 1793 | 1800 | 1806 | 1821  | 1831  | 1836  | 1841  | 1846  | 1851  |
| ---- | ---- | ---- | ----- | ----- | ----- | ----- | ----- | ----- |
| 932  | 562  | 897  | 1 035 | 1 030 | 1 072 | 1 030 | 1 005 | 1 048 |

| 1856  | 1861  | 1866  | 1872  | 1876  | 1881  | 1886  | 1891  | 1896  |
| ----- | ----- | ----- | ----- | ----- | ----- | ----- | ----- | ----- |
| 1 026 | 1 081 | 1 123 | 1 125 | 1 082 | 1 144 | 1 148 | 1 152 | 1 105 |

| 1901  | 1906  | 1911  | 1921  | 1926  | 1931  | 1936  | 1946 | 1954 |
| ----- | ----- | ----- | ----- | ----- | ----- | ----- | ---- | ---- |
| 1 102 | 1 106 | 1 121 | 1 061 | 1 034 | 1 009 | 1 015 | 905  | 934  |

| 1962 | 1968 | 1975 | 1982 | 1990 | 1999 | 2004 | 2006 | 2009 |
| ---- | ---- | ---- | ---- | ---- | ---- | ---- | ---- | ---- |
| 961  | 810  | 716  | 682  | 758  | 806  | 807  | 804  | 833  |

| 2014 | 2019 | 2022 | - | - | - | - | - | - |
| ---- | ---- | ---- | - | - | - | - | - | - |
| 841  | 867  | 879  | - | - | - | - | - | - |

#### Pyramide des âges
La population de la commune est relativement jeune.
En 2018, le taux de personnes d'un âge inférieur à 30 ans s'élève à 34,6 %, soit en dessous de la moyenne départementale (39,5 %). À l'inverse, le taux de personnes d'âge supérieur à 60 ans est de 23,8 % la même année, alors qu'il est de 22,5 % au niveau départemental.
En 2018, la commune comptait 444 hommes pour 418 femmes, soit un taux de 51,51 % d'hommes, largement supérieur au taux départemental (48,23 %).
Les pyramides des âges de la commune et du département s'établissent comme suit.
| Hommes | Classe d’âge | Femmes |
| ------ | ------------ | ------ |
| 0,2    | 90 ou +      | 1,4    |
| 5,6    | 75-89 ans    | 6,0    |
| 16,8   | 60-74 ans    | 17,6   |
| 22,6   | 45-59 ans    | 20,5   |
| 20,6   | 30-44 ans    | 19,5   |
| 15,9   | 15-29 ans    | 17,4   |
| 18,3   | 0-14 ans     | 17,6   |

| Hommes | Classe d’âge | Femmes |
| ------ | ------------ | ------ |
| 0,5    | 90 ou +      | 1,4    |
| 5,3    | 75-89 ans    | 8,1    |
| 14,8   | 60-74 ans    | 16,2   |
| 19,1   | 45-59 ans    | 18,4   |
| 19,5   | 30-44 ans    | 18,7   |
| 20,7   | 15-29 ans    | 19,1   |
| 20,2   | 0-14 ans     | 18     |

## Culture locale et patrimoine

### Lieux et monuments
Hon-Hergies possède un riche patrimoine religieux, civil, industriel et agricole.
- Les deux bourgs principaux disposent chacun d'une église.
  - L'église Saint-Martin de Hon, du XVIIe siècle. Elle surplombe le bourg et possède un clocher à bulbe du XVIIIe siècle. À  l'intérieur, un ensemble de huit médaillons ornés de bustes de saints en bois sculptés, un christ en bois, une statue de Saint Roch du XVIIIe siècle, un magnifique buffet d'orgues et des vitraux anciens.
  - L'église Saint-Waast d'Hergies possède des autels du XVIIe siècle de style Renaissance et une jolie statue de la vierge de la même époque.
- Quatre chapelles, un calvaire et une niche sont rapportés.
- La mairie, le monument aux morts et l'ancienne gare à Hon.
- Le kiosque à musique, type kiosque à danser, à Hergies.
- Le patrimoine industriel est composé d'anciennes carrières de marbre noir, et des bâtiments industriels nécessaires à cette exploitation (scieries, ateliers de taille, habitations). Il existe encore une activité de taille de pierre et de découpe du marbre à Hergies, au lieu-dit du Pissotiau, traversé par le ru de Courbagne qui s'y jette dans l'Hogneau.
- Le patrimoine rural est représenté par plusieurs fermes inventoriées et trois anciens moulins à eau à farine.

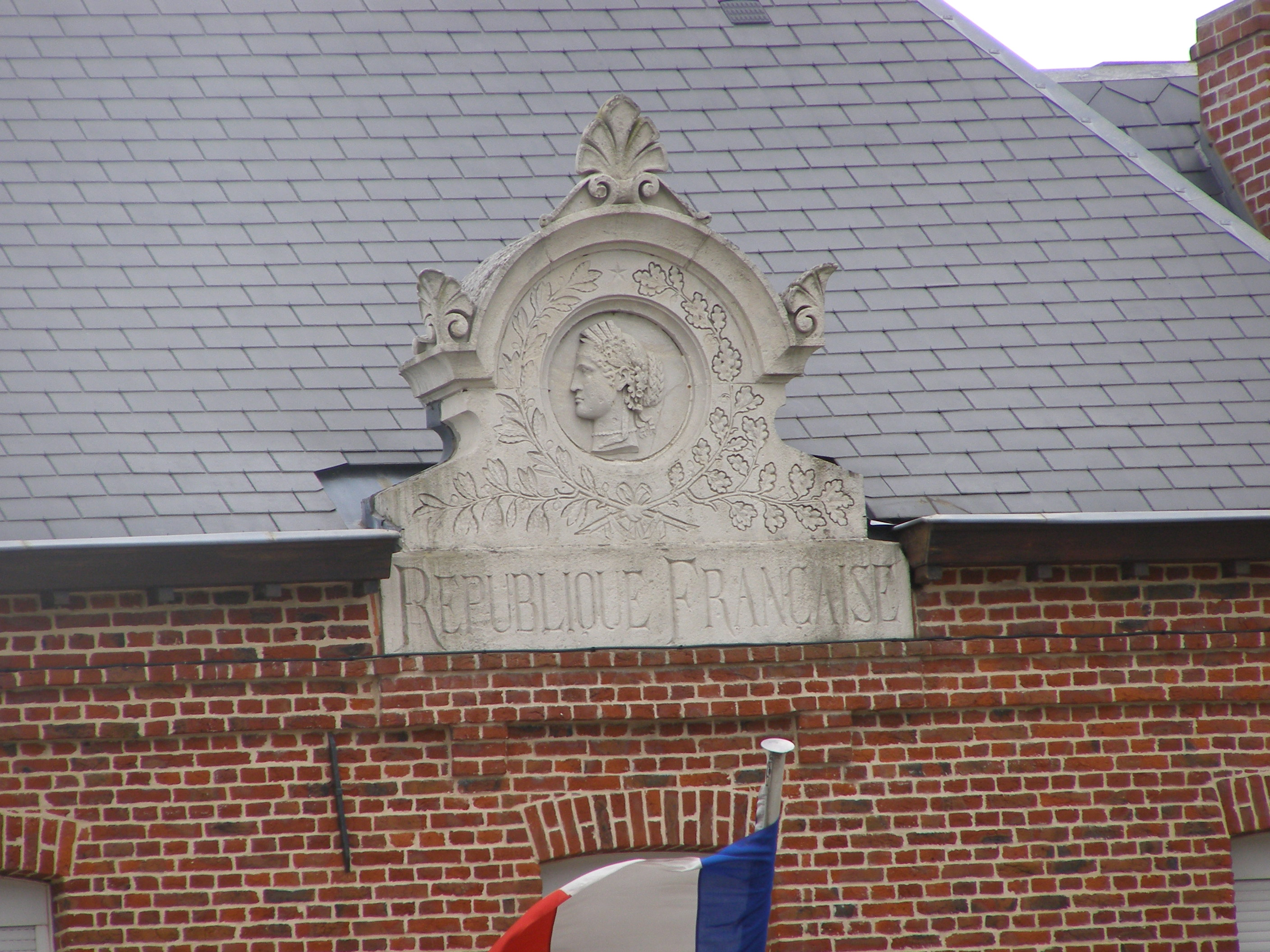
Détail de la mairie.
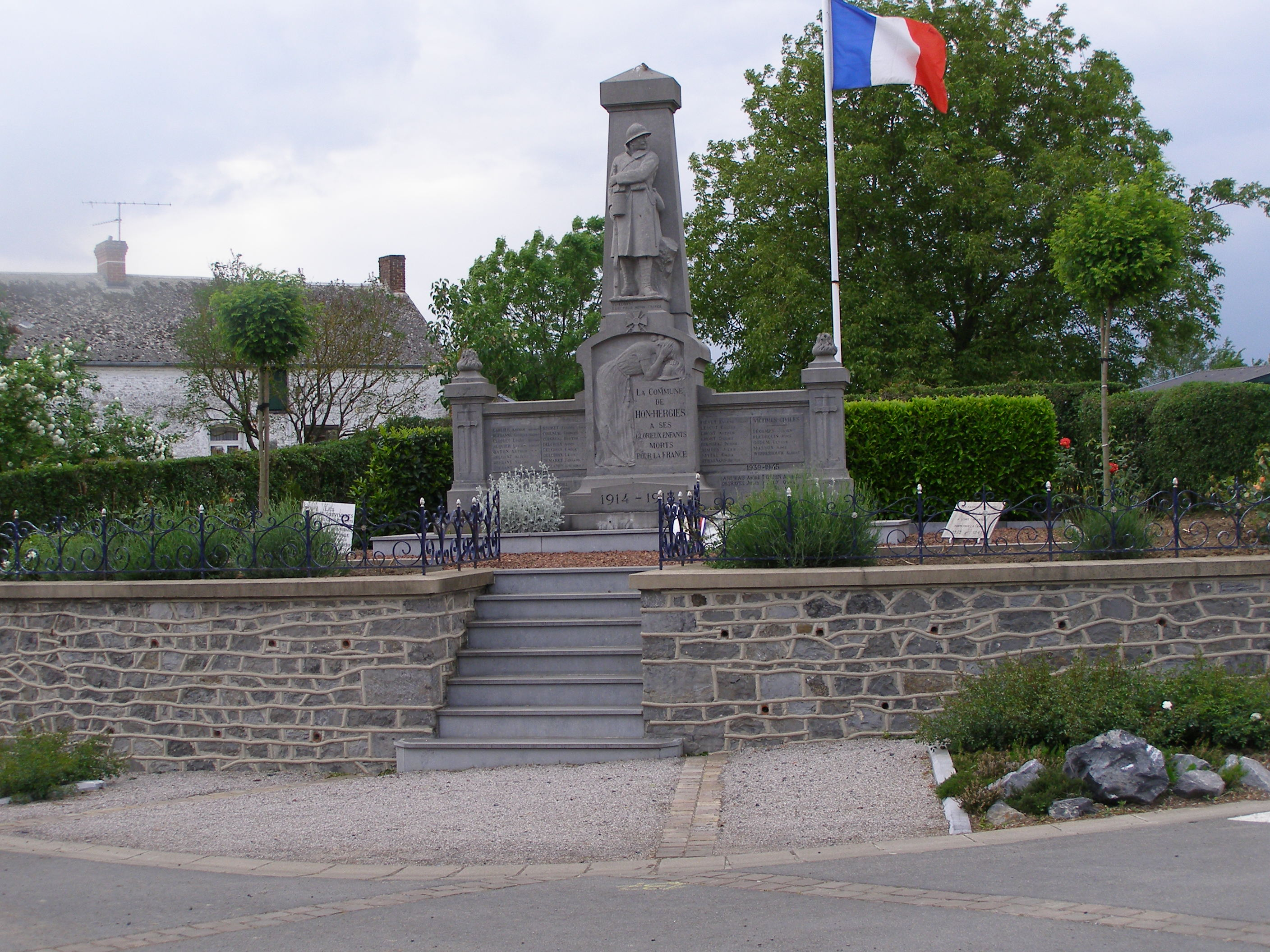
Le monument aux morts.
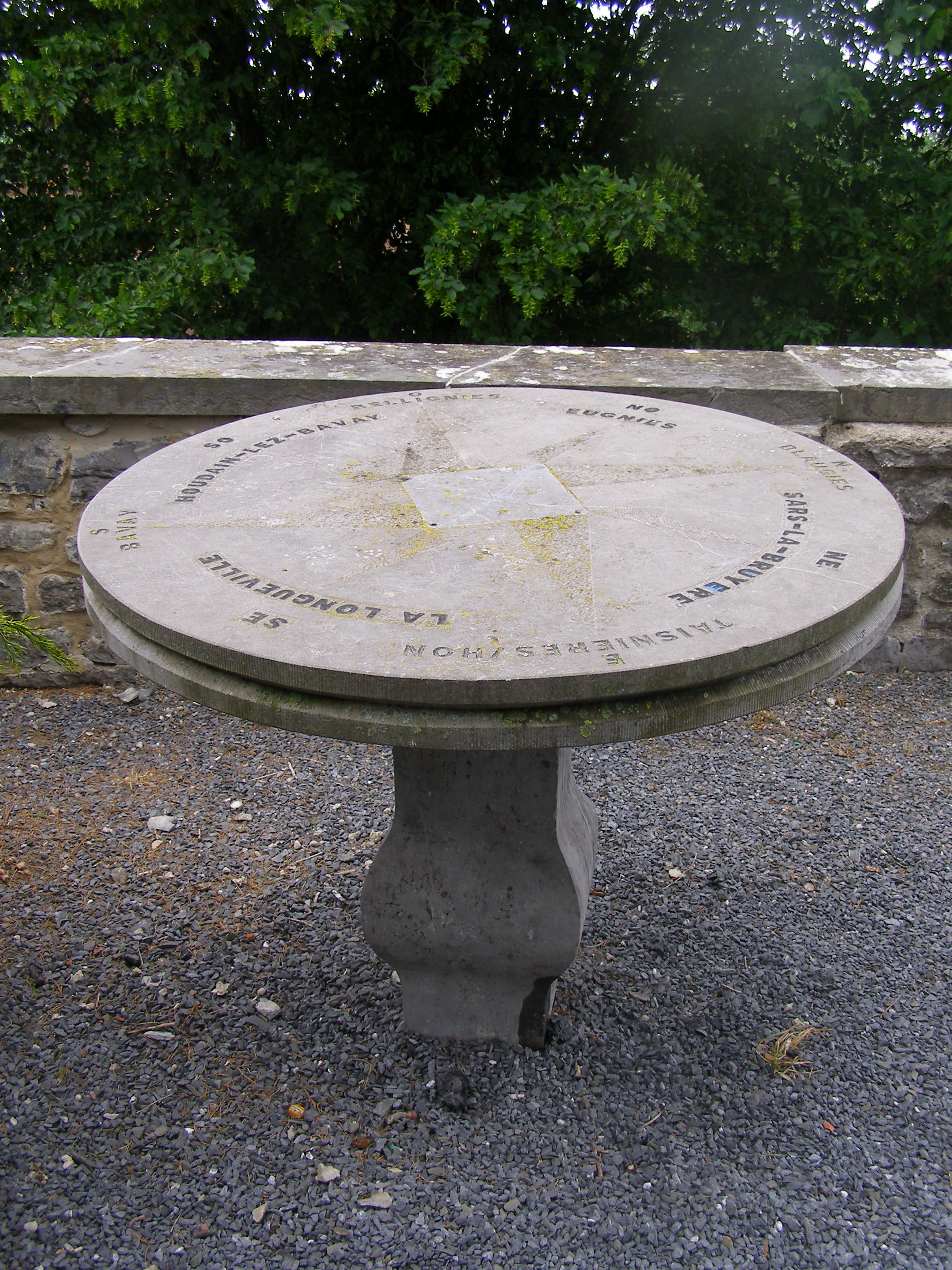
Table d'orientation.

### Manifestations sportives, culturelles et festivités
Créé en 2010, le duathlon des 3H est un duathlon se courant en mars. Quatre épreuves sont organisées successivement, une pour les 6-8 ans, une pour les 9-12 ans, un XS (3 km, 9 km, 1 km) et un S (6, 18, 3 km). Si elles partent et arrivent à Houdain-lez-Bavay, Elles traversent le village de Hon-Hergies.

### Personnalités liées à la commune
Mariam Abou Zahab, née en février 1952 à Hon-Hergies et décédée le 1er novembre 2017 à Paris (XVe), est une politologue, chercheuse et professeure d'université française.
Paul Chandelier, natif de Hon-Hergies, international français de football (1892-1983).

## Tourisme
- Le village possède un camping, La Jonquière.
- Deux circuits de randonnée pédestre mettent en valeur le patrimoine: la tournée des chapelles et le circuit des machines agricoles.

Sur le circuit des machines agricoles
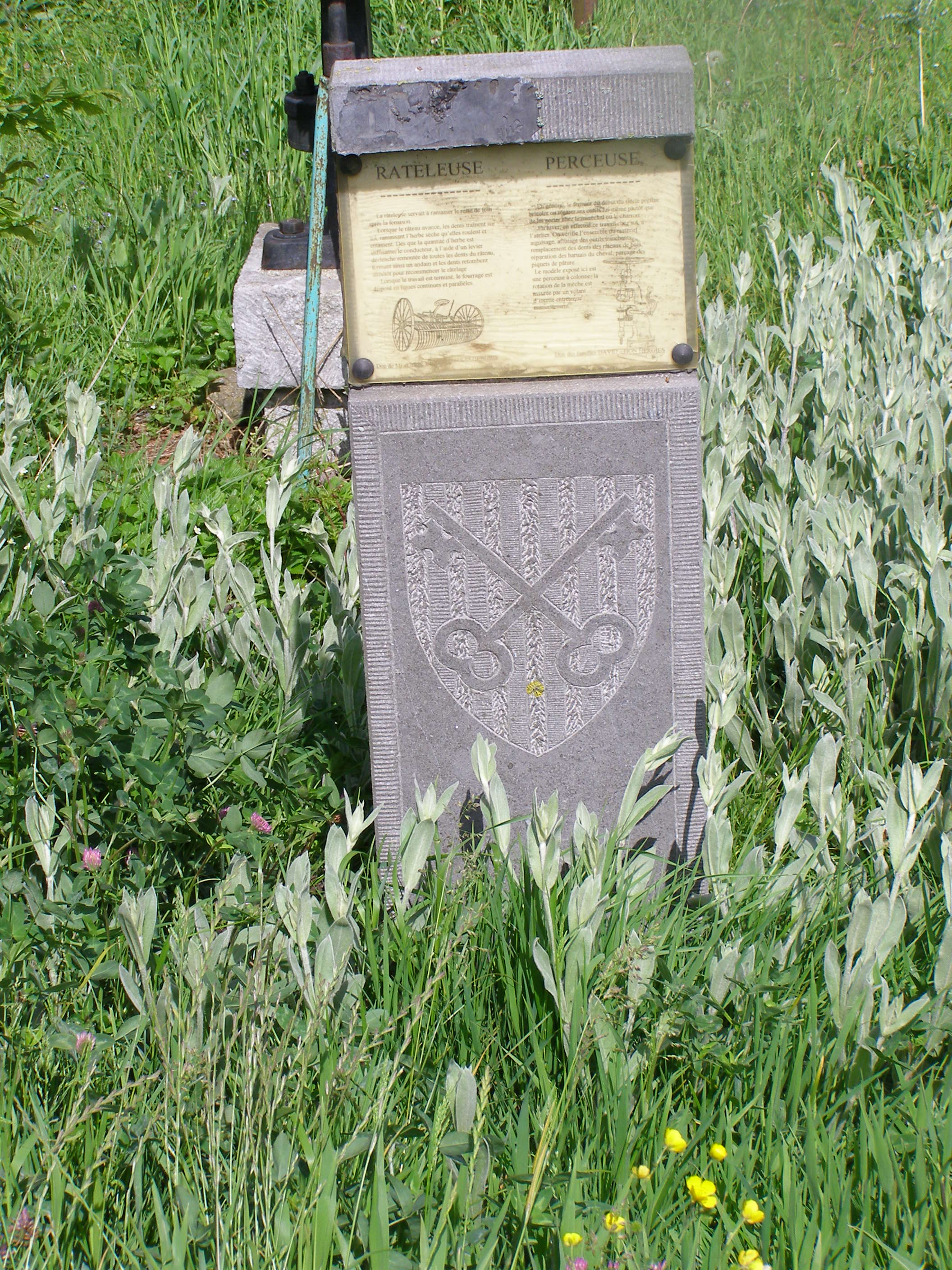
Sur le circuit des machines agricoles 1.
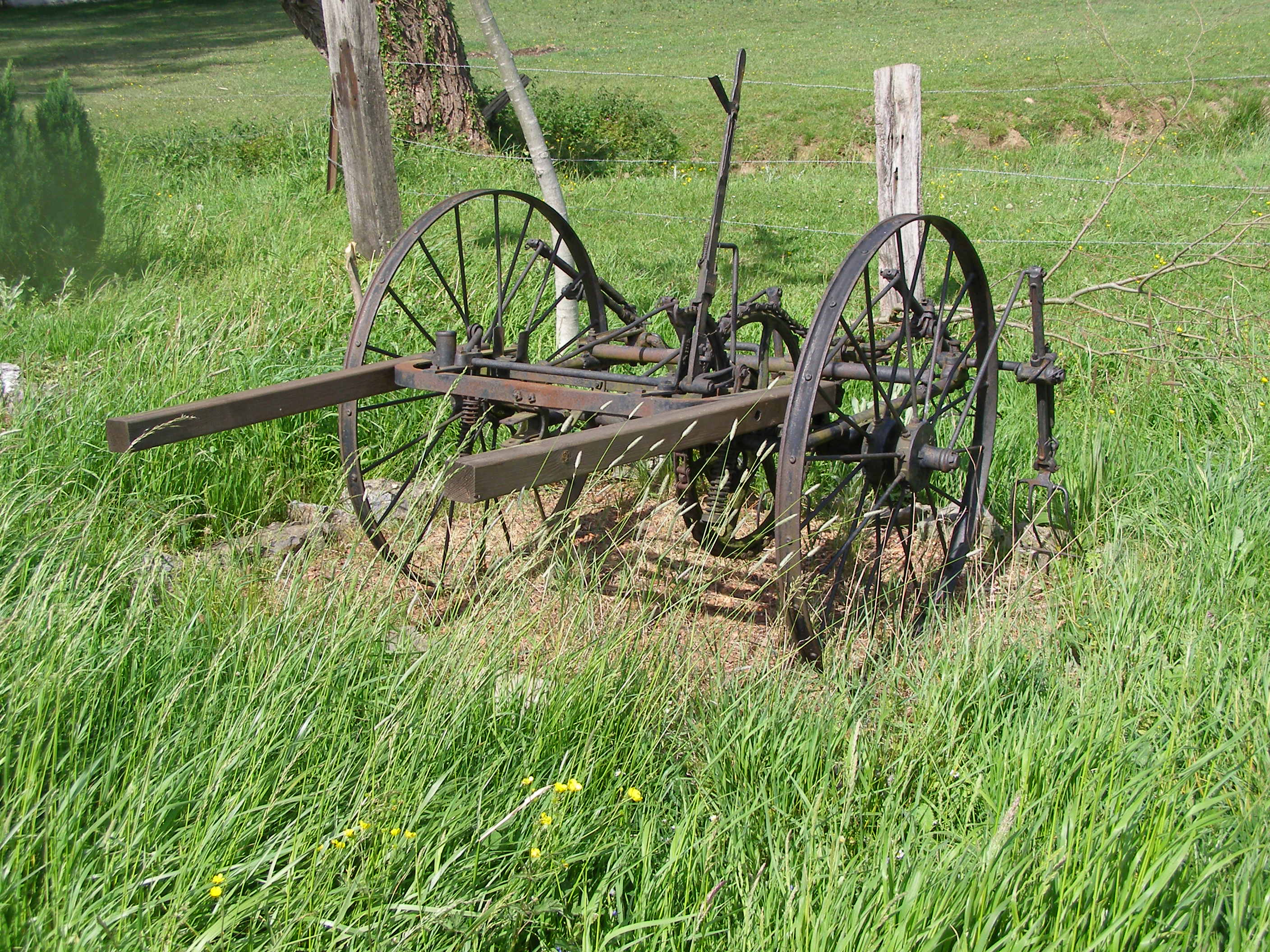
Sur le circuit des machines agricoles 2.
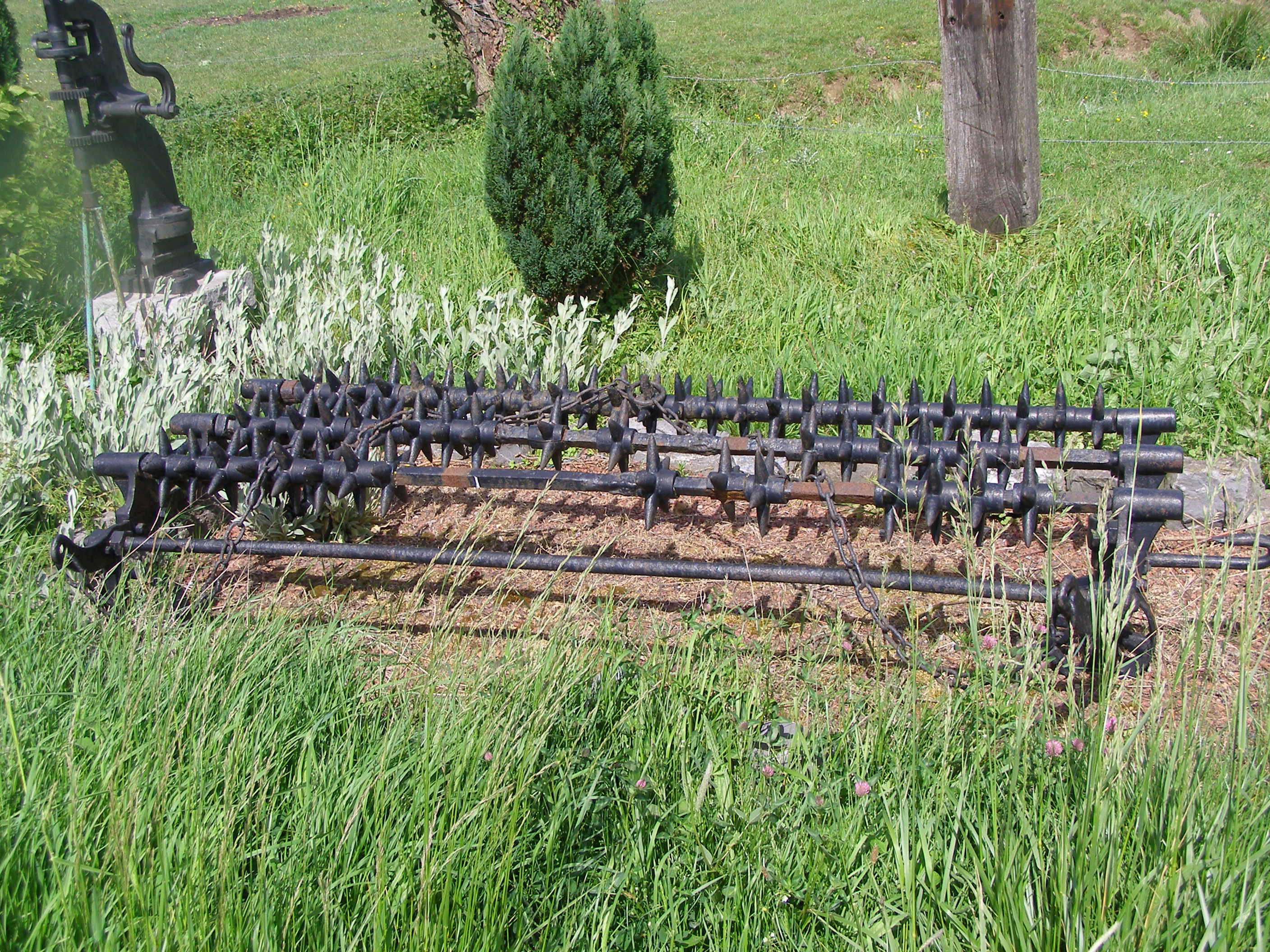
Sur le circuit des machines agricoles 3.
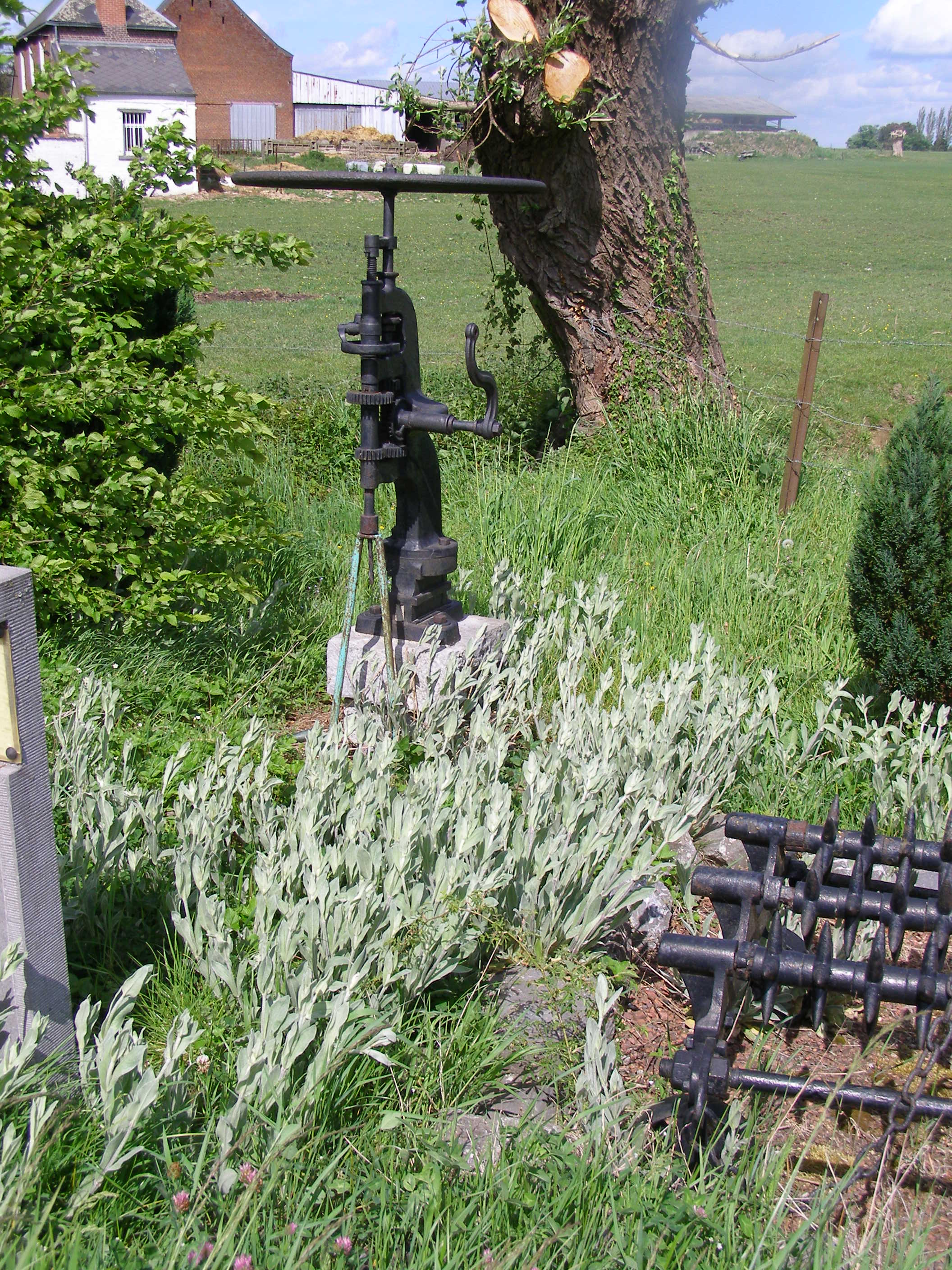
Sur le circuit des machines agricoles 4.
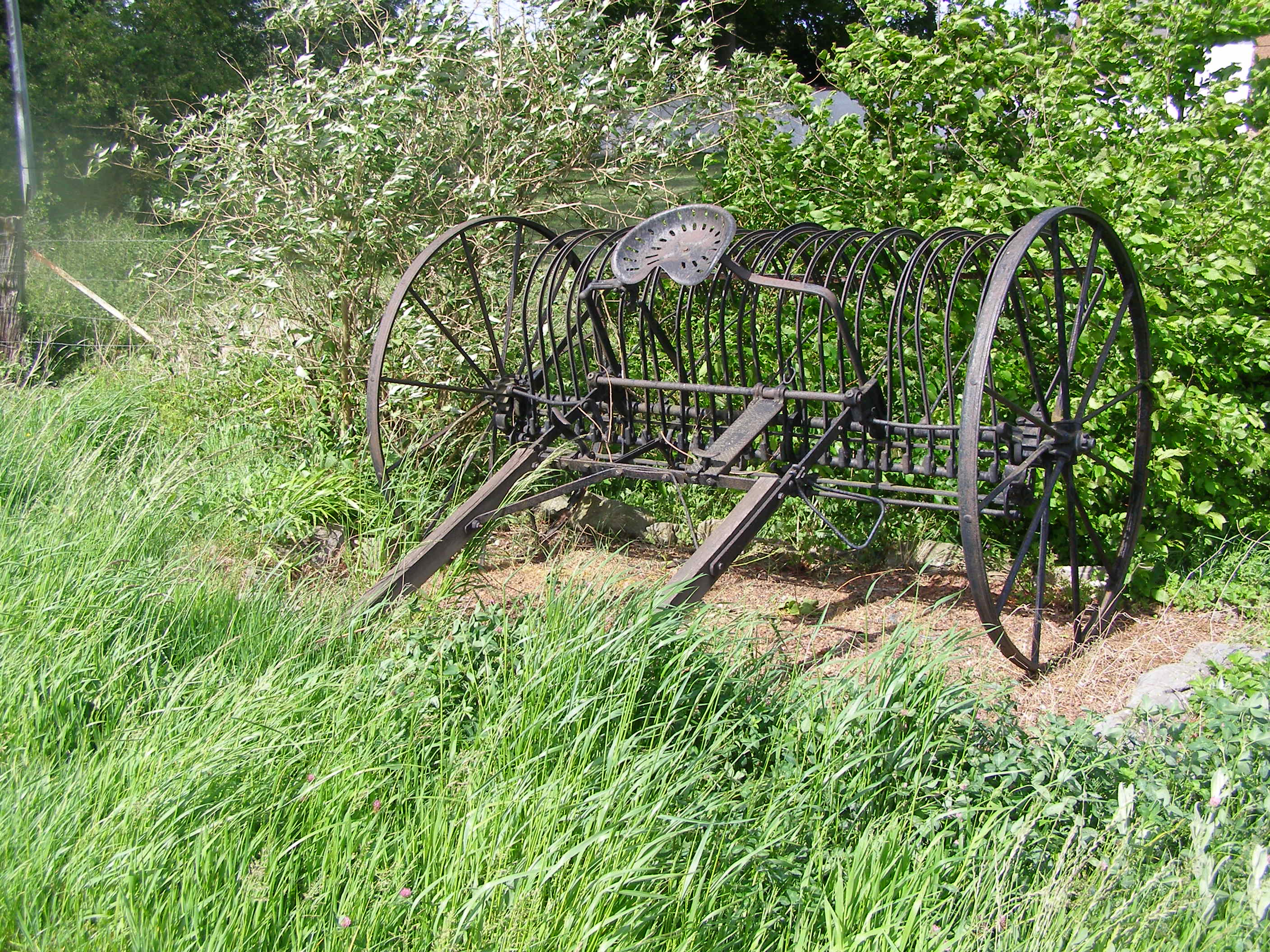
Sur le circuit des machines agricoles 5.
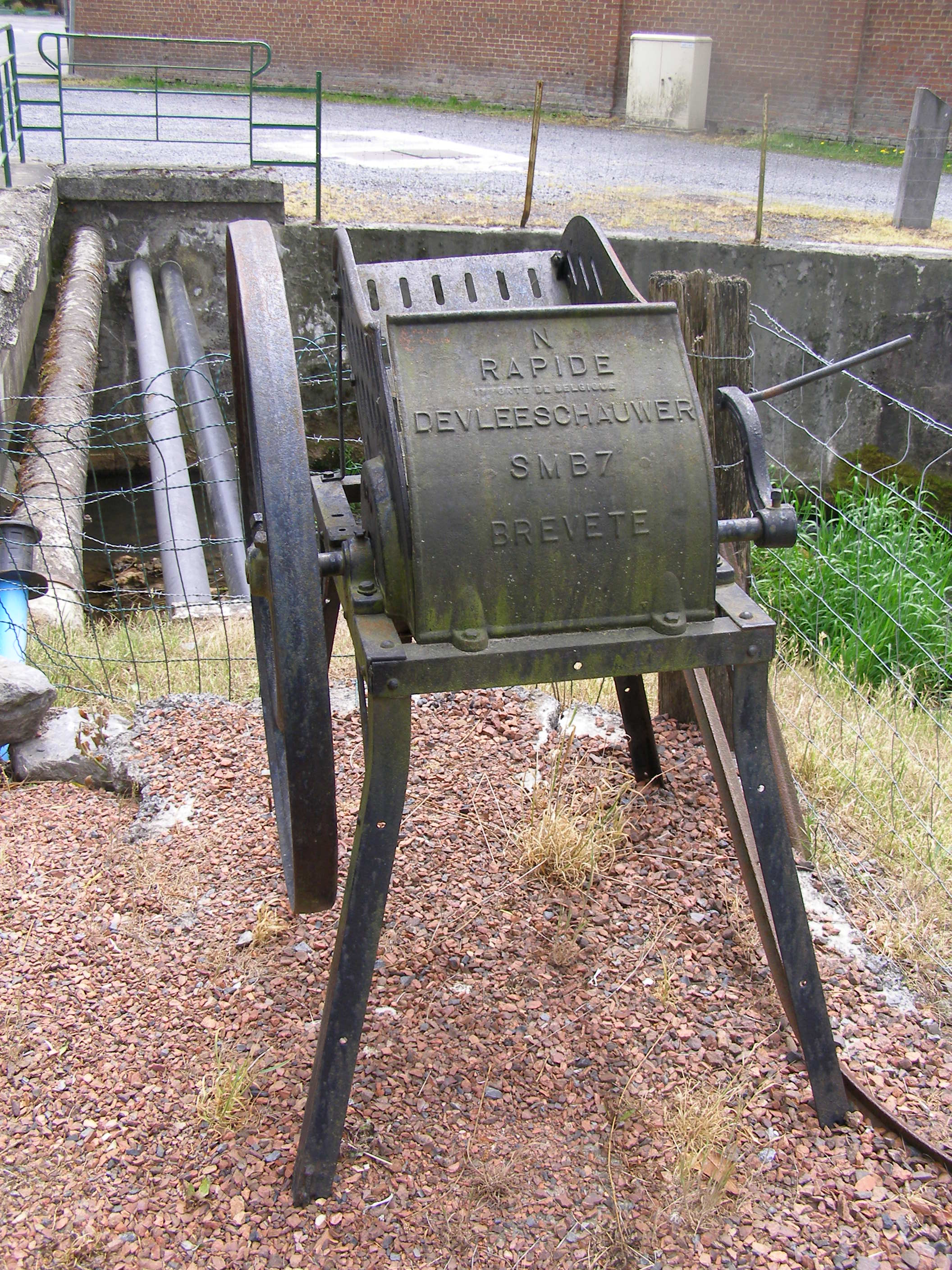
Sur le circuit des machines agricoles 6.
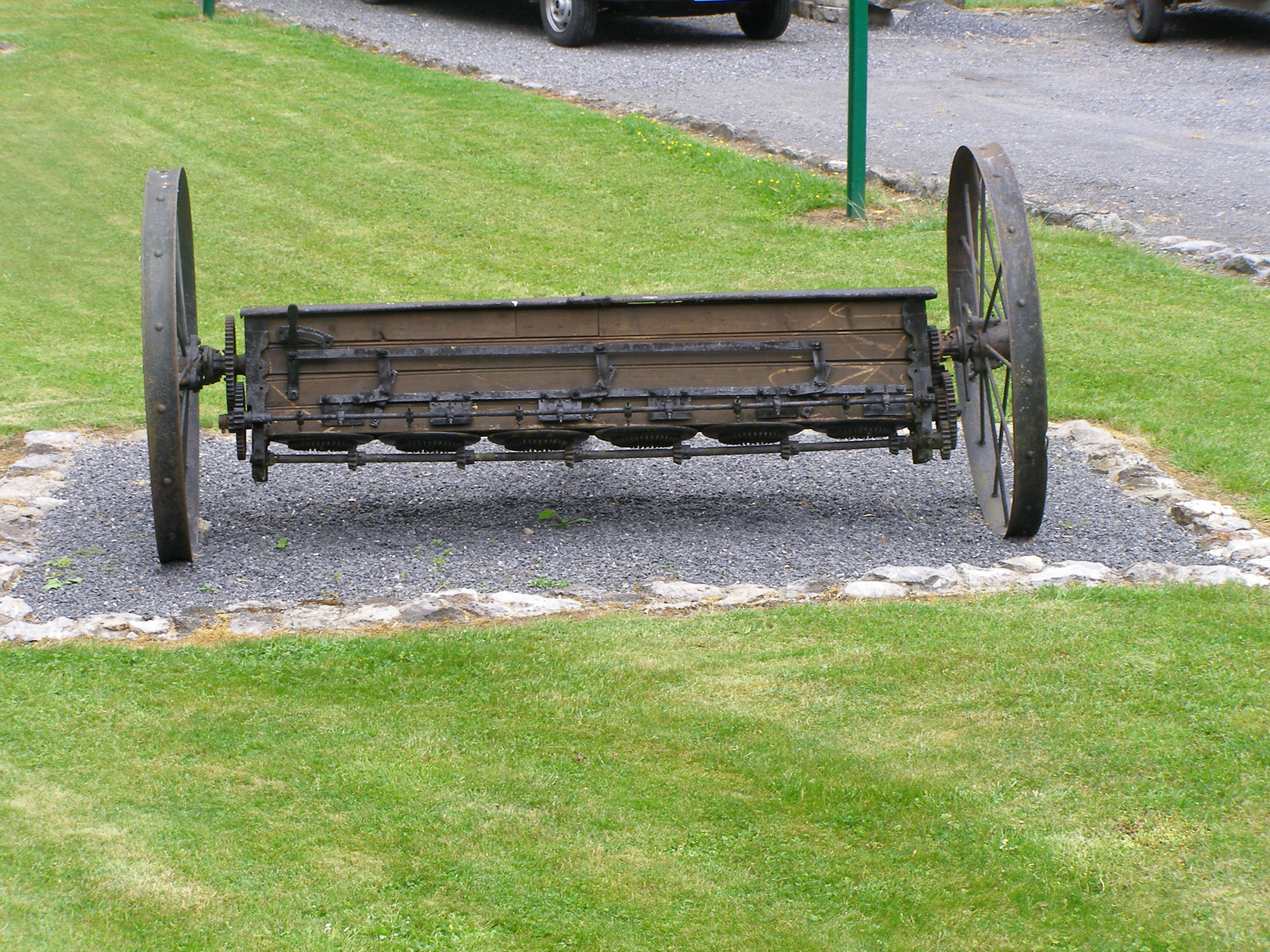
Sur le circuit des machines agricoles 7.
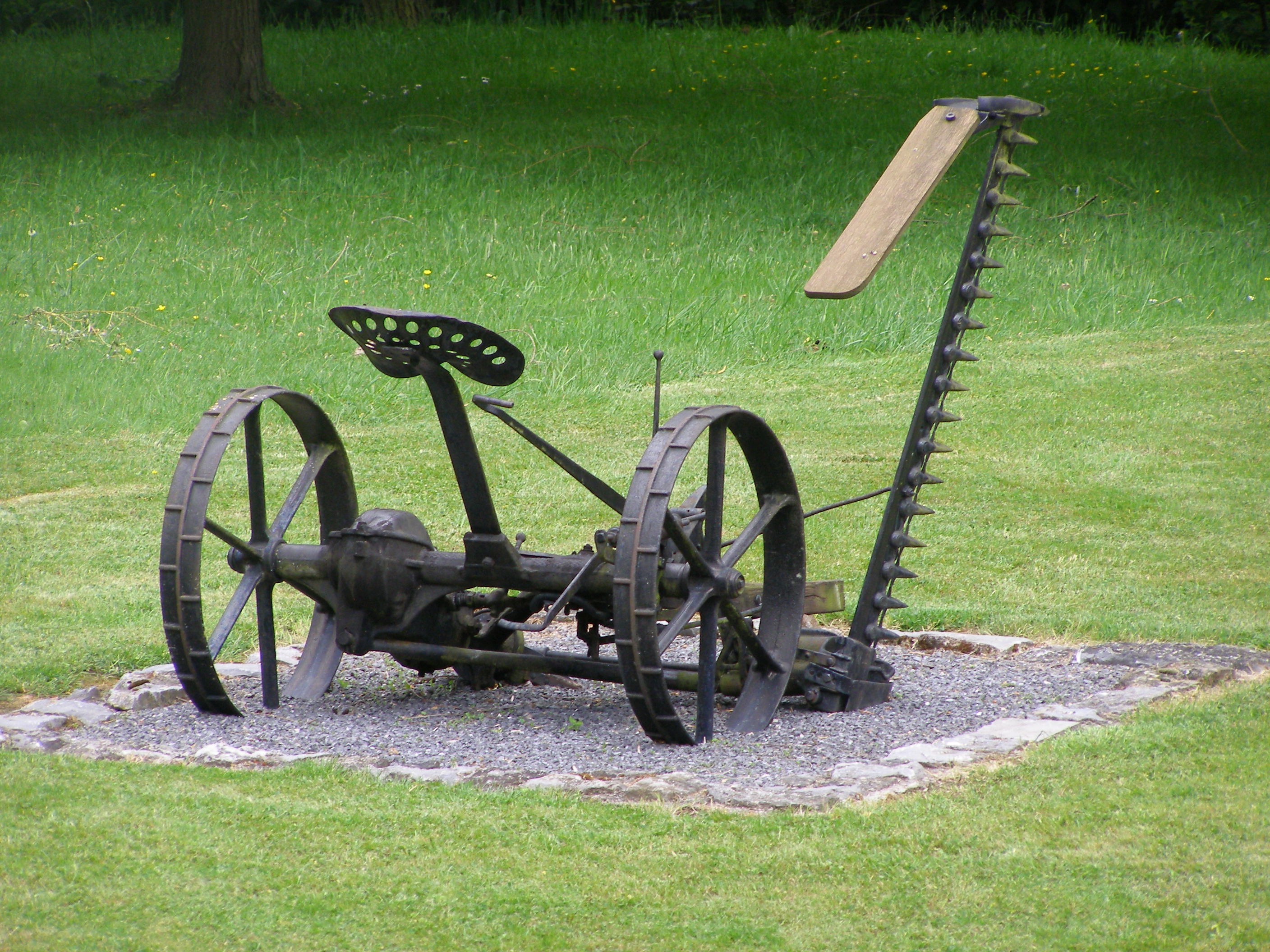
Sur le circuit des machines agricoles 8.

## Pour approfondir